# Flaggdagar i Norge

Norges flagga.

Norges flaggföreskrift anger att det ska flaggas med statsflaggan på de 16 datumen nedan. Människor som har en flaggstång uppmanas att flagga.
| Dag           | Tillfälle                                          |
| 1 januari     | nyårsdagen                                         |
| 21 januari    | H.K.H. Prinsessan Ingrid Alexandra                 |
| 6 februari    | Samefolkets dag                                    |
| 21 februari   | H.M. Kung Harald V                                 |
| rörlig söndag | Påskdagen                                          |
| 1 maj         | Offentlig högtidsdag, internationella arbetardagen |
| 8 maj         | 8 maj Frigöringsdagen (1945)                       |
| 17 maj        | Norges nationaldag                                 |
| rörlig söndag | Pingstdagen                                        |
| 7 juni        | Unionsupplösningen (1905)                          |
| 4 juli        | H.M. Drottning Sonja                               |
| 20 juli       | H.K.H. Kronprins Haakon Magnus                     |
| 29 juli       | Olsok                                              |
| 19 augusti    | H.K.H. Kronprinsesse Mette-Marit                   |
| 25 december   | Juldagen                                           |
|               | dag för val till stortinget                        |